# Palo
Palo je osmi studijski album finskog melodičnog death metal sastava Kalmah. Album je 6. travnja 2018. godine objavila diskografska kuća Spinefarm Records.

## Popis pjesama
Tekstovi: Pekka Kokko. 
| 1.    | »Blood Ran Cold«             | Antti Kokko              | 5:05 |
| 2.    | »The Evil Kin«               | Antti Kokko              | 4:15 |
| 3.    | »The World of Rage«          | Antti Kokko              | 4:30 |
| 4.    | »Into the Black Marsh«       | Antti Kokko              | 4:19 |
| 5.    | »Take Me Away«               | Antti Kokko              | 4:48 |
| 6.    | »Paystreak«                  | Antti Kokko              | 4:55 |
| 7.    | »Waiting in the Wings«       | Pekka Kokko              | 4:20 |
| 8.    | »Through the Shallow Waters« | Antti Kokko              | 4:24 |
| 9.    | »Erase and Diverge«          | Pekka Kokko              | 4:12 |
| 10.   | »The Stalker«                | Antti Kokko, Pekka Kokko | 5:17 |
| 46:05 |                              |                          |      |

## Zasluge
Kalmah
- Antti Kokko – gitara, zborski vokali
- Pekka Kokko – gitara, vokali, zborski vokali
- Timo Lehtinen – bas-gitara
- Janne Kusmin – bubnjevi
- Veli-Matti Kananen – klavijature, zborski vokali

Ostalo osoblje
- Rosku Lohiniva – snimanje (bubnjeva)
- Sakari Ikonen – snimanje (bas-gitare)
- Janne Peltonen – dizajn
- Mika Wallineva – fotografija
- Ahti Kortelainen – snimanje (gitare, klavijatura i vokala), miksanje
- Svante Forsbäck – mastering
- Niklas Sundin – naslovnica, omot albuma